# 조병식
조병식(趙秉式, 1823년 ~ 1907년)은 조선 말기의 문신이다. 자는 공훈이며, 본관은 양주(楊州)이다.
철종 때 문과에 급제하여 검열을 거쳐 홍문관에 등용되었다. 1862년에는 전라도 암행어사가 되었으며, 1885년에는 진주 부사로 청에 가서 흥선 대원군의 석방을 요청하였다. 귀국 후 예조, 형조판서 등을 지냈으며 외교 활동에 헌신하였다.
1888년에는 조선 대표로 러시아 대표 베베르와 한 · 러 육로 통상 장정을 체결한 뒤 함경도 관찰사로 부임하였다. 이듬해 흉년이 들자 방곡령을 선포하여 양곡의 대일 수출을 금지하였다. 이에 일본의 반발을 사서 11만 원의 배상금을 물게 되어 그 책임으로 3개월의 감봉 처분을 받았다.
1891년에는 충청도 관찰사로 부임하여 동학교도들이 교조인 최제우가 억울하게 죽었다고 호소하자, 오히려 이들을 탄압하여 사태를 긴박하게 만들어 동학 농민 운동이 일어나게 하였다.
독립협회의 급진된 행동에 대하여 조병식은 고종에게 이들이 왕정을 전복시키고 공화정을 수립하려 한다고 무고하여 독립협회가 체포되기도 했다.
그러나 이후 무고한 사실이 밝혀져 체포령이 내리자 외국인의 집에 피신하였다.

## 조병식을 연기한 배우
- 1984년, 문오장 - 《독립문》(KBS 드라마)
- 1987년, 박규채 - 《한힌샘》(MBC 드라마)